# Chapelle Saint-Sévère de Pérouse

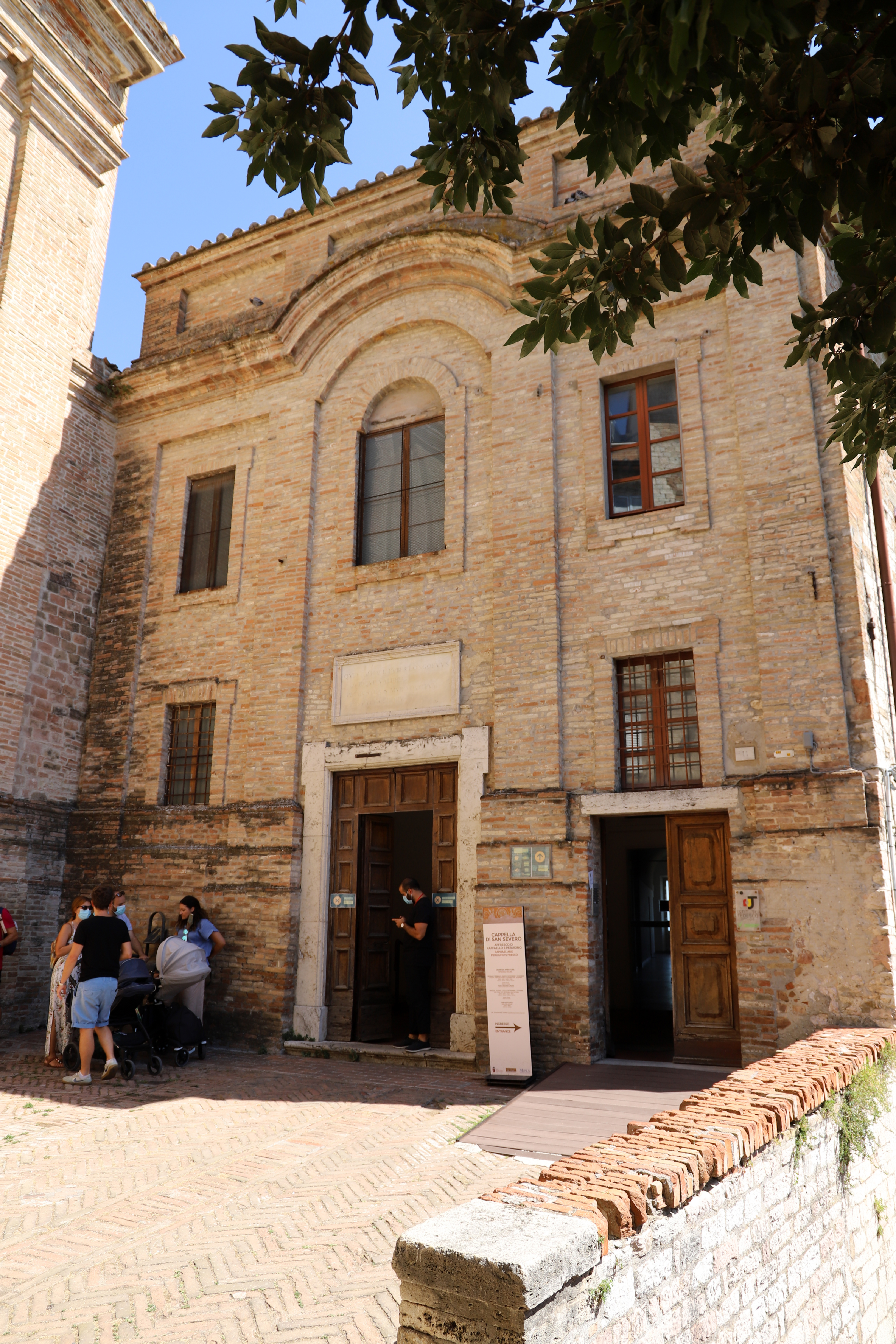
Chapelle Saint-Sévère de Pérouse

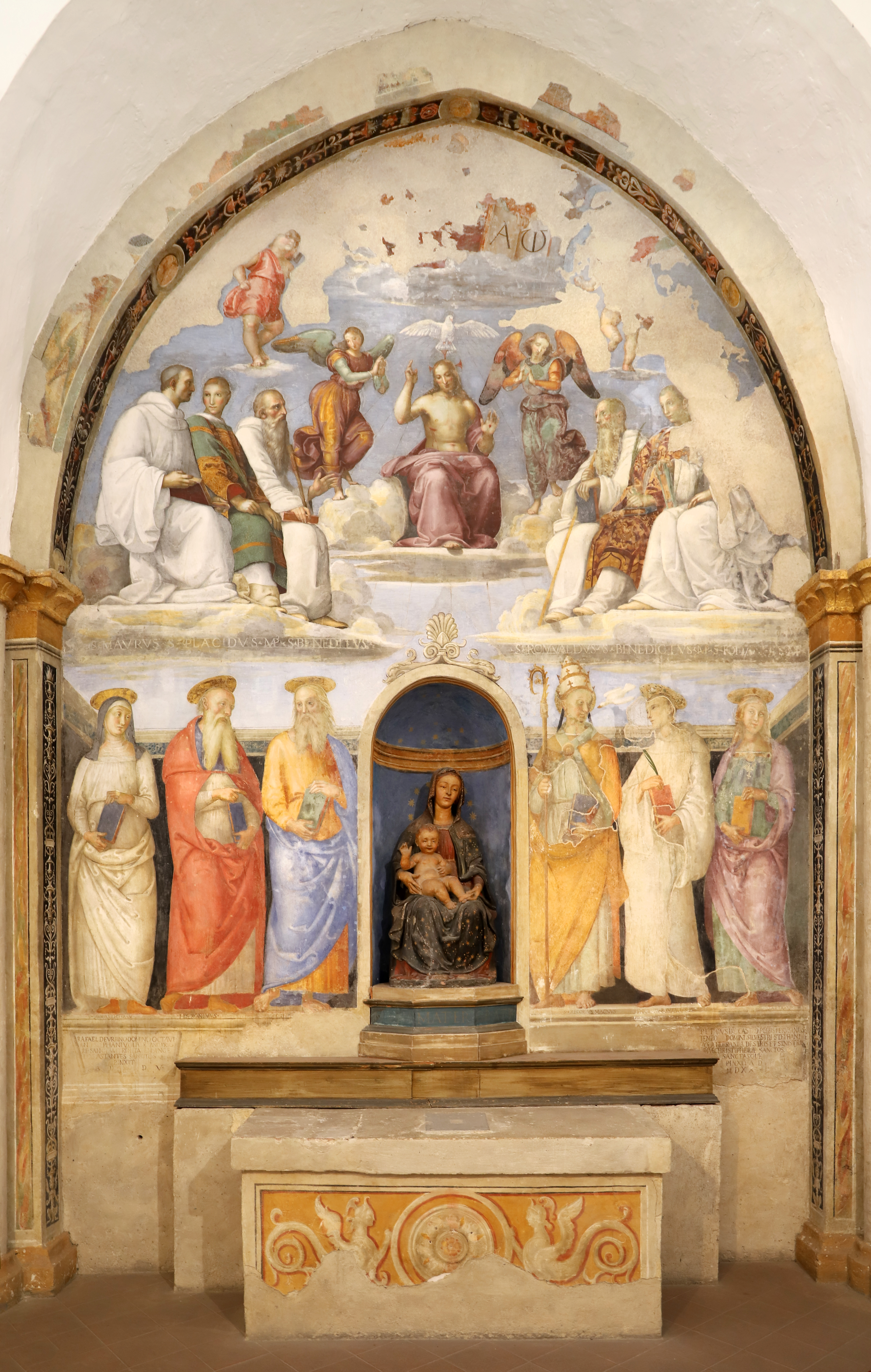
Fresque de La Trinité de Raphaël et du Pérugin.

La chapelle Saint-Sévère (italien : cappella di San Severo) est un édifice religieux situé à Pérouse, en Italie.

## Description
La chapelle est située place Raphaël (italien : piazza Raffaello) de Porta Sole, sur la partie la plus élevée de la ville (493 m), dans ce qui reste d'un complexe religieux, le couvent et son église Saint-Sévère, des moines de l'Ordre camaldule.
La chapelle conserve une fresque réalisée entre 1500 et 1520 par les peintres Raphaël et Le Pérugin.
La chapelle est décorée par une fresque de La Trinité, dont la partie supérieure fut réalisée par le très jeune Raphaël alors qu'il était à Pérouse comme assistant de son maître Le Pérugin dans les premières années du XVe siècle sur commande de l'évêque Troilo Baglioni.
La fresque a été laissée inachevée à la suite du départ précipité du jeune peintre pour Rome et a été complétée dans sa partie inférieure par Le Pérugin dans les années 1520.
Au centre de la paroi est située une Vierge à l'Enfant en terre cuite, œuvre d'un artiste anonyme de la fin du XVe  début XVIe siècle.
En bas à gauche de l'autel est inscrit le nom du mandataire et la date « MDX ».
À côté de la chapelle se trouve l'église Saint-Sévère de Pérouse. Sur le site, qui dans un lointain passé était probablement occupé par un temple étrusque, a été bâtie une première église au XIe siècle et une seconde en 1400 qui a été reconstruite ex novo au cours des années 1748-1751 avec un intérieur de style néoclassique.
La chapelle Saint-Sévère fait partie du « système muséal » de Pérouse et est entretenue par la Direzione Regionale per i Beni Culturali e Paesaggistici de l'Ombrie.

## Sources
- (it) Cet article est partiellement ou en totalité issu de l’article de Wikipédia en italien intitulé « Cappella di San Severo » (voir la liste des auteurs).